# Oblężenie Żor (1473)
Oblężenie Żor w 1473 – próba zbrojnego opanowania miasta Żory przez wojska koalicji węgiersko-śląskej podczas wojny o sukcesję korony czeskiej.

## Tło historyczne
22 marca 1471 w Pradze umarł król Czech Jerzy z Podiebradów. Na mocy umów o dziedziczeniu następcą miał zostać Władysław. Pretensję do korony czeskiej wysunął król Węgier Maciej Korwin, który został koronowany na króla Czech już 1469 w Ołomuńcu. Początkowo Maciej Korwin miał poparcie wśród książąt śląskich, jednakże na skutek zapędów centralistycznych Korwina książęta śląscy wypowiedzieli mu w 1471 posłuszeństwo na rzecz Władysława Jagiellończyka. W 1473 Maciej Korwin wyruszył z ekspedycją karną na Śląsk. Książęta śląscy, z wyjątkiem Wacława III Rybnickiego oraz jego brata księcia karniowskiego Jana IV, wypowiedzieli posłuszeństwo Władysławowi i wystawili posiłki, które przyłączyły się do armii Korwina.

## Przebieg
W marcu 1473 koalicja węgiersko-śląska stanęła pod Żorami. Oblężenie trwało trzy miesiące. Wojskami węgierskimi dowodził Václav Kropáč z Nevědomí, natomiast posiłkami śląskimi, które wystawili: Jan V Raciborski, Przemko cieszyński, Boček z Kunštátu, dowodził Wiktoryn z Podiebradów. Obroną miasta dowodził zaś polski rycerz Jan Kresa. Oblężenie, na skutek interwencji kasztelana krakowskiego i kanclerza wielkiego koronnego Jakuba z Dębna, zakończone zostało pokojem ziemskim z 6 czerwca 1473.

## Skutki
Na mocy tego pokoju miasta księstwa rybnicko-żorsko-pszczyńskiego zostały oddane pod kuratelę dowódcom armii węgiersko-czeskiej, tj.: Václav Kropáč z Nevědomí otrzymał Rybnik, a Wiktoryn z Podiebradów Pszczynę. Żory przypadły w udziale Jakubowi z Dębna – gwarantowi rozejmu. 23 czerwca 1478 w kłodzkim więzieniu umiera Wacław III Rybnicki (został uwięziony tam przez Wiktoryna z Podiebradów). 21 czerwca 1479 roku w Ołomuńcu Władysław II Jagiellończyk podpisał z Maciejem Korwinem pokój, na mocy którego zostało potwierdzone status quo – Maciej Korwin uzyskał prawa do Śląska i Moraw.